# Łęgajny
Łęgajny [wɛnˈɡai̯nɨ] (tiếng Đức: Lengainen)  là một ngôi làng thuộc khu hành chính của Gmina Barczewo, thuộc huyện Olsztyński, Warmińsko-Mazurskie ở miền bắc Ba Lan. Nó nằm khoảng 4 kilômét (2 mi) về phía tây nam của Barczewo và 10 km (6 mi) về phía đông bắc của thủ đô khu vực Olsztyn.